# Orestes Caviglia
Orestes Caviglia (* 9. November 1893 in Buenos Aires; † 1. April 1971 in San Miguel de Tucumán) war ein argentinischer Schauspieler und Regisseur in der Ära des klassischen Kinos von Argentinien. 

## Leben
Er spielte unter anderem in Filmen wie La Cabalgata del circo (1945) und Albergue de mujeres (1946) mit. Einen großen Teil seiner Arbeit als Regisseur leistete er am Anfang seiner Karriere in den späten 1930er und frühen 1940er Jahren.

## Filmografie

### Schauspieler
- 1964: El Octavo infierno
- 1963: Paula cautiva
- 1960: Los Acosados
- 1958: El Jefe
- 1936: Tararira
- 1937: El Pobre Pérez
- 1937: Viento norte
- 1937: Melgarejo
- 1937: Cadetes de San Martín
- 1937: Palermo
- 1937: Una Porteña optimista
- 1940: Huella
- 1940: Cita en la frontera
- 1941: La Maestrita de los obreros
- 1941: Una Vez en la vida
- 1942: Malambo
- 1942: En el viejo Buenos Aires
- 1943: Casa de muñecas
- 1944: Su mejor alumno
- 1945: La Cabalgata del circo
- 1946: Albergue de mujeres
- 1946: Rosa de América
- 1947: Nunca te diré adiós
- 1948: Pelota de trapo
- 1948: Tierra del fuego
- 1949: De padre desconocido
- 1949: La Cuna vacía
- 1949: Nace la libertad
- 1950: El Cielo en las manos

### Regisseur
- 1938: Con las alas rotas
- 1939: El Matrero
- 1940: Pueblo chico, infierno grande
- 1941: Al toque de clarín
- 1941: Hay que casar a Ernesto
- 1948: Mis cinco hijos